# Finale Kupa prvaka 1962.
Finale Kupa prvaka 1962. je bilo sedmo finale Kupa prvaka, koje je igrano 2. svibnja 1962. na Olimpijskom stadionu u Amsterdamu. U finalu su igrali portugalska S.L. Benfica i šppanjolski Real Madrid. Benfica je porazila Španjolce rezultatom 5:3, i drugi put zaredom osvojila Kup prvaka. Ovo je ujedno i prvo finale u kojem je nastupala portugalska legenda Eusébio, koji je postigao dva pogotka. Za Real Madrid, sve je pogtke postigao Ferenc Puskás, i to drugim hat-trickom u finalu Kupa prvaka nakon 1960. godine.

## Susret
| 2. svibnja 1962.                               |     |                    |                                                                                   |
| Benfica                                        | 5:3 | Real Madrid        | Olympisch Stadion, Amsterdam Broj gledatelja: 65.000 Sudac: Leo Horn (Nizozemska) |
| Águas 25' Cavém 34' Coluna 51' Eusébio 65' 68' |     | Puskás 17' 23' 38' | Olympisch Stadion, Amsterdam Broj gledatelja: 65.000 Sudac: Leo Horn (Nizozemska) |

| Benfica | Real Madrid |

| BENFICA:      |    |                          |
|               |    |                          |
| GK            | 1  | Alberto da Costa Pereira |
| DF            | 2  | Mario João               |
| DF            | 5  | Germano                  |
| DF            | 4  | Angelo Martins           |
| MF            | 3  | Domiciano Cavém          |
| MF            | 6  | Fernando Cruz            |
| FW            | 7  | José Augusto             |
| FW            | 8  | Eusébio                  |
| FW            | 9  | José Águas               |
| FW            | 10 | Mário Coluna             |
| FW            | 11 | António Simões           |
| Trener:       |    |                          |
| Béla Guttmann |    |                          |

| REAL MADRID: |    |                    |
|              |    |                    |
| GK           | 1  | José Araquistain   |
| DF           | 2  | Pedro Casado       |
| DF           | 3  | Vicente Miera      |
| DF           | 4  | Felo               |
| DF           | 5  | José Santamaría    |
| MF           | 6  | Pachín             |
| MF           | 7  | Justo Tejada       |
| MF           | 8  | Luis del Sol       |
| MF           | 9  | Alfredo Di Stéfano |
| FW           | 10 | Ferenc Puskás      |
| FW           | 11 | Francisco Gento    |
| Trener:      |    |                    |
| Miguel Muñoz |    |                    |

## Vanjske poveznice
- Rezultati Kupa prvaka, RSSSF.com
- Sezona 1961./62., UEFA.com
- Povijest Lige prvaka: 1962.
- "1961/62: Benfica beat Real Madrid and win the European Cup!"

| Finala Kupa prvaka i UEFA Lige prvaka | Finala Kupa prvaka i UEFA Lige prvaka |
| ------------------------------------- | --- |
|                                       | |
| Kup prvaka                            | 1956. • 1957. • 1958. • 1959. • 1960. • 1961. • 1962. • 1963. • 1964. • 1965. • 1966. • 1967. • 1968. • 1969. • 1970. • 1971. • 1972. • 1973. • 1974. • 1975. • 1976. • 1977. • 1978. • 1979. • 1980. • 1981. • 1982. • 1983. • 1984. • 1985. • 1986. • 1987. • 1988. • 1989. • 1990. • 1991. • 1992. |
|                                       | |
| Liga prvaka                           | 1993. • 1994. • 1995. • 1996. • 1997. • 1998. • 1999. • 2000. • 2001. • 2002. • 2003. • 2004. • 2005. • 2006. • 2007. • 2008. • 2009. • 2010. • 2011. • 2012. • 2013. • 2014. • 2015. • 2016. • 2017. • 2018. • 2019. • 2020. • 2021. • 2022. • 2023. • 2024.                                         |

| Finala Kupa prvaka i UEFA Lige prvaka | Finala Kupa prvaka i UEFA Lige prvaka |
| ------------------------------------- | --- |
|                                       | |
| Kup prvaka                            | 1956. • 1957. • 1958. • 1959. • 1960. • 1961. • 1962. • 1963. • 1964. • 1965. • 1966. • 1967. • 1968. • 1969. • 1970. • 1971. • 1972. • 1973. • 1974. • 1975. • 1976. • 1977. • 1978. • 1979. • 1980. • 1981. • 1982. • 1983. • 1984. • 1985. • 1986. • 1987. • 1988. • 1989. • 1990. • 1991. • 1992. |
|                                       | |
| Liga prvaka                           | 1993. • 1994. • 1995. • 1996. • 1997. • 1998. • 1999. • 2000. • 2001. • 2002. • 2003. • 2004. • 2005. • 2006. • 2007. • 2008. • 2009. • 2010. • 2011. • 2012. • 2013. • 2014. • 2015. • 2016. • 2017. • 2018. • 2019. • 2020. • 2021. • 2022. • 2023. • 2024.                                         |